# Conte di Harewood

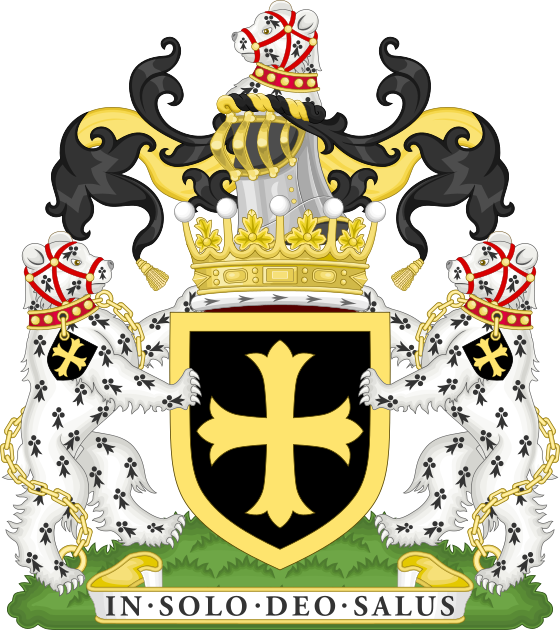
Stemma della famiglia Lascelles, conti di Harewood

Conte di Harewood, nella contea di York, è un titolo nella Parìa del Regno Unito, creato nel 1812 per Edward Lascelles, I barone di Harewood, un ricco proprietario di piantagioni di zucchero ed ex deputato per Northallerton. Egli era già stato creato barone di Harewood, nel 1796, e visconte Lascelles. Il viscontado viene utilizzato come titolo di cortesia per l'erede della contea. Egli era il cugino di secondo grado ed erede di Edwin Lascelles, che già era stato creato barone di Harewood, nel 1790. Tuttavia, questo titolo si estinse alla sua morte nel 1795.
Gli succedette il figlio, il secondo conte, che rappresentò Yorkshire, Westbury e Northallerton nella Camera dei Comuni. Suo figlio, il terzo conte, sedette come membro del Parlamento per Northallerton. Il pronipote, il sesto conte, sposò la principessa Mary, figlia di re Giorgio V. Fino al 2011, i titoli sono stati detenuti dal loro figlio maggiore, il settimo conte: egli era primo cugino di Elisabetta II ed era in linea di successione al trono britannico. Alla sua morte, l'11 luglio 2011, gli succedette il figlio maggiore, David, l'ottavo conte.
La residenza ufficiale è Harewood House, vicino a Leeds, nello Yorkshire.

## Baroni Harewood (1790)
- Edwin Lascelles, I barone di Harewood (1713-1795)

## Baroni Harewood (1796)
- Edward Lascelles, I barone di Harewood (1740-1820) (creato conte di Harewood nel 1812)

## Conti di Harewood (1812)
- Edward Lascelles, I conte di Harewood (1740-1820)
- Henry Lascelles, II conte di Harewood (1767-1841)
- Henry Lascelles, III conte di Harewood (1797-1857)
- Henry Lascelles, IV conte di Harewood (1824-1892)
- Henry Lascelles, V conte di Harewood (1846-1929)
- Henry Lascelles, VI conte di Harewood (1882-1947)
- George Lascelles, VII conte di Harewood (1923-2011)
- David Lascelles, VIII conte di Harewood (1950)

L'erede è il secondo figlio dell'attuale conte, Alexander Edgar Lascelles, visconte Lascelles (1980).